# Colletes compactus
Colletes compactus là một loài Hymenoptera trong họ Colletidae. Loài này được Cresson mô tả khoa học năm 1868.

## Hình ảnh

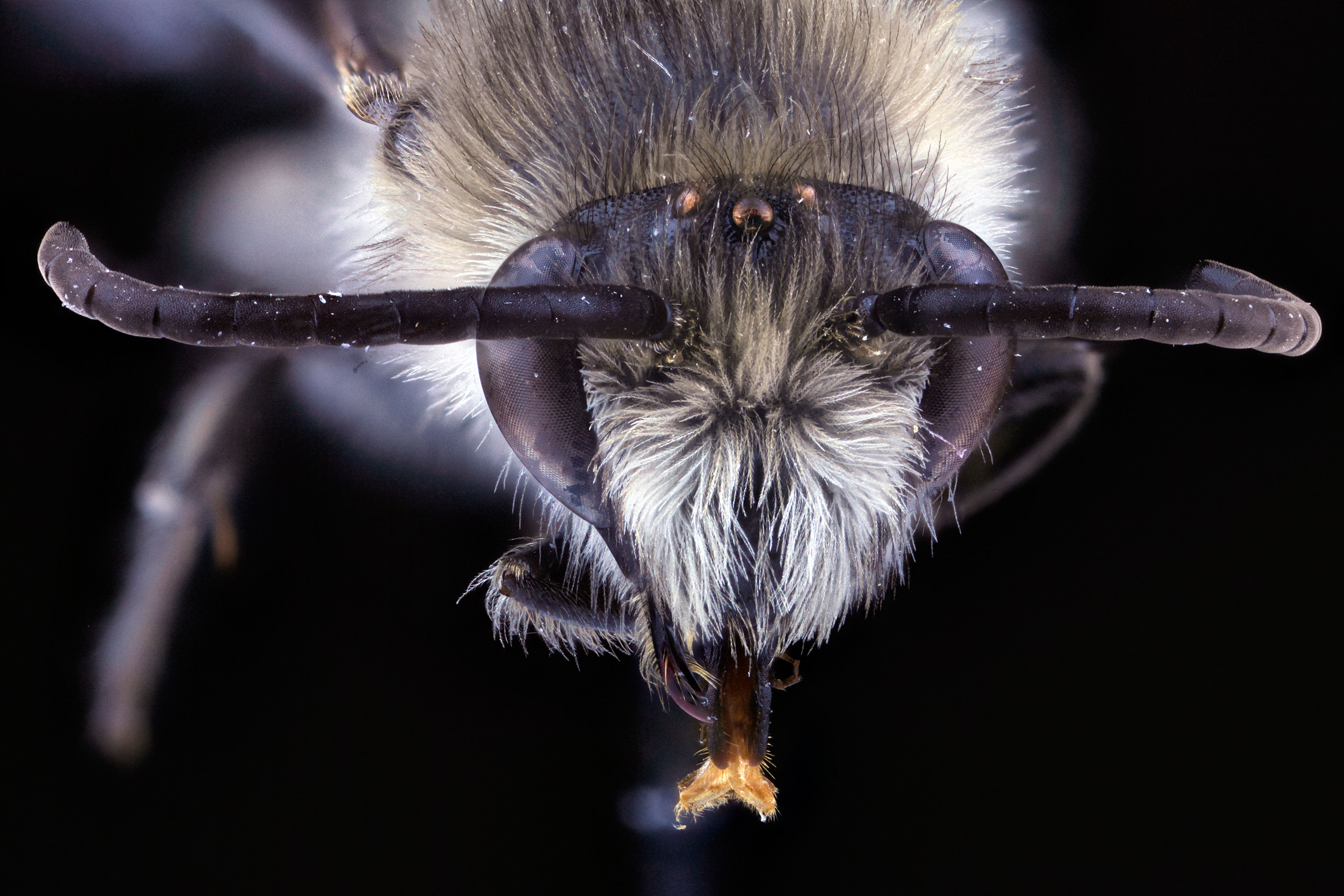
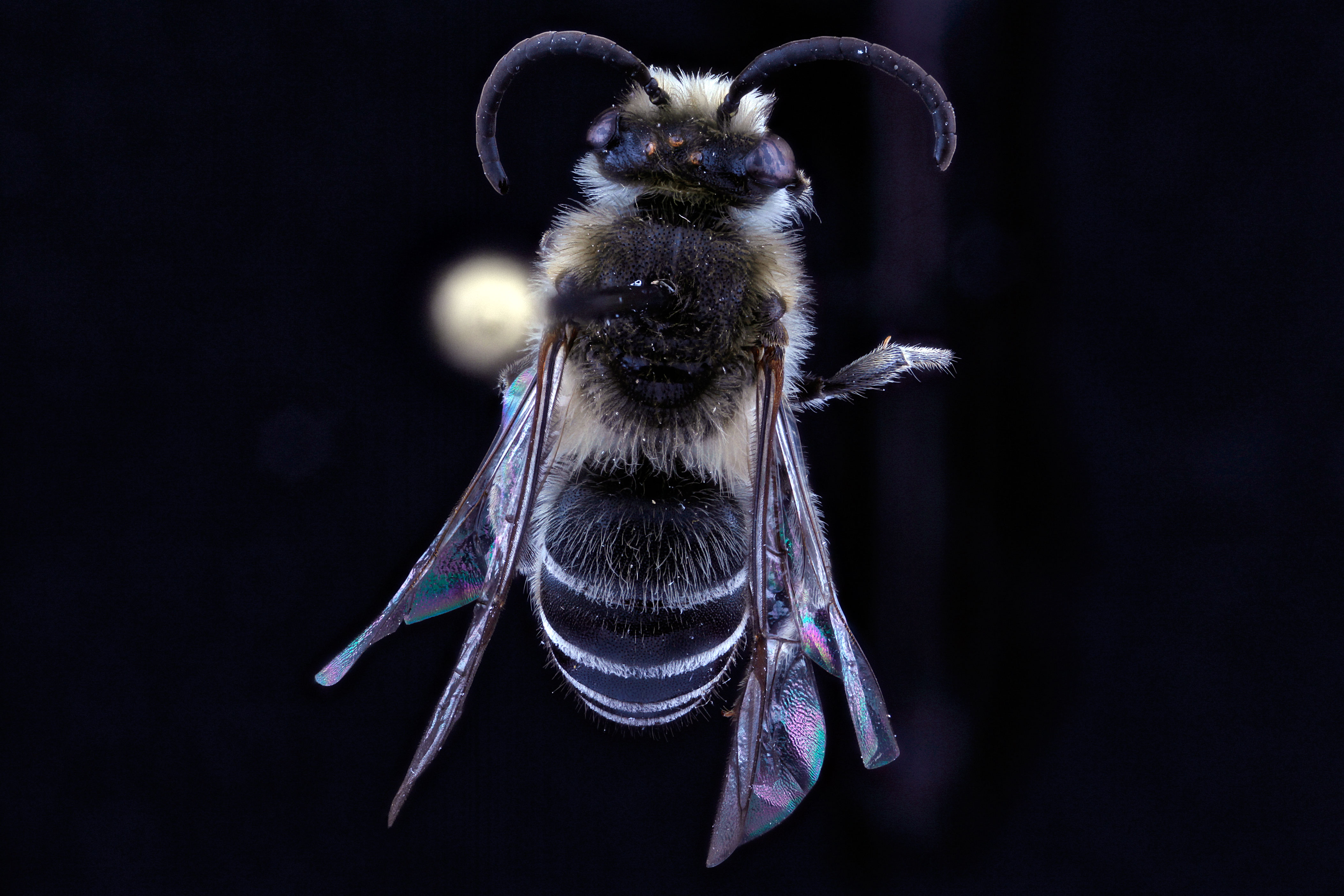